# Santa Vehme

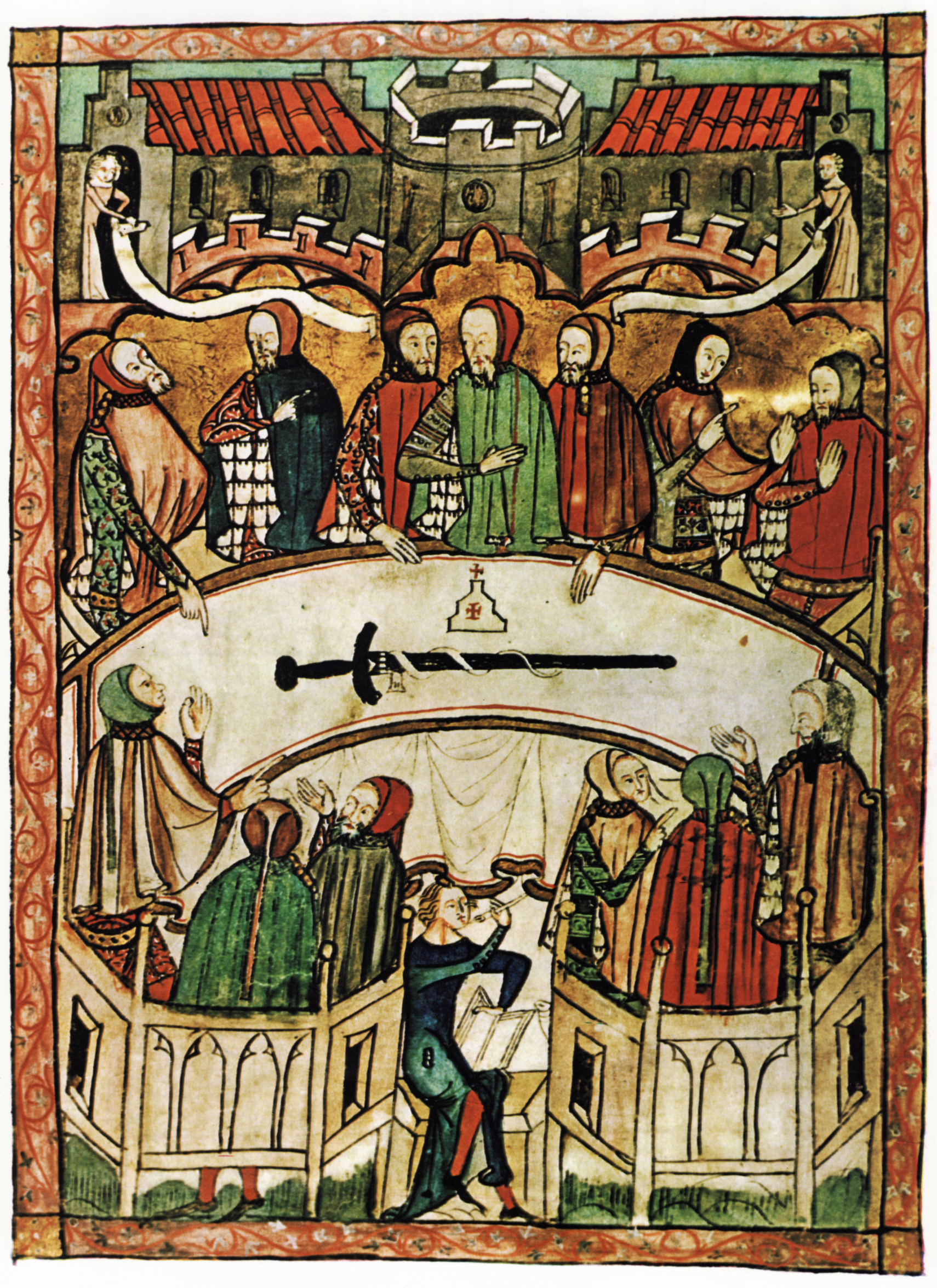
Tribunal de la Santa Vehme, Herforder Rechtsbuch, año 1375.

La Santa Vehme (Fehmgerichte) fue una sociedad secreta de inspiración cristiana fundada en Westfalia (Alemania) en el siglo XIII y activa hasta principios del siglo XIX. Su nombre procede del neerlandés veem ("corporación"). La institución afirmaba actuar en nombre del emperador.
Carlos IV recurría a la ayuda de la Santa Vehme para asegurar la paz. En 1382, Wenceslao de Luxemburgo concedió a la Santa Vehme el derecho de apelación en todo el Imperio.
La actividad máxima de estas sociedades se produjo en los siglos XIV y XV, con una actividad menor atestiguada en los siglos XIII y XVI, y pruebas dispersas de su existencia continuada en los siglos XVII y XVIII. Finalmente fueron abolidas por orden de Jerónimo Bonaparte, rey de Westfalia, en 1811.

## Galería de imágenes

"Una citación para comparecer ante el tribunal clavada en la puerta": ilustración de un artículo sobre los tribunales de la Santa Vehme en un libro para niños
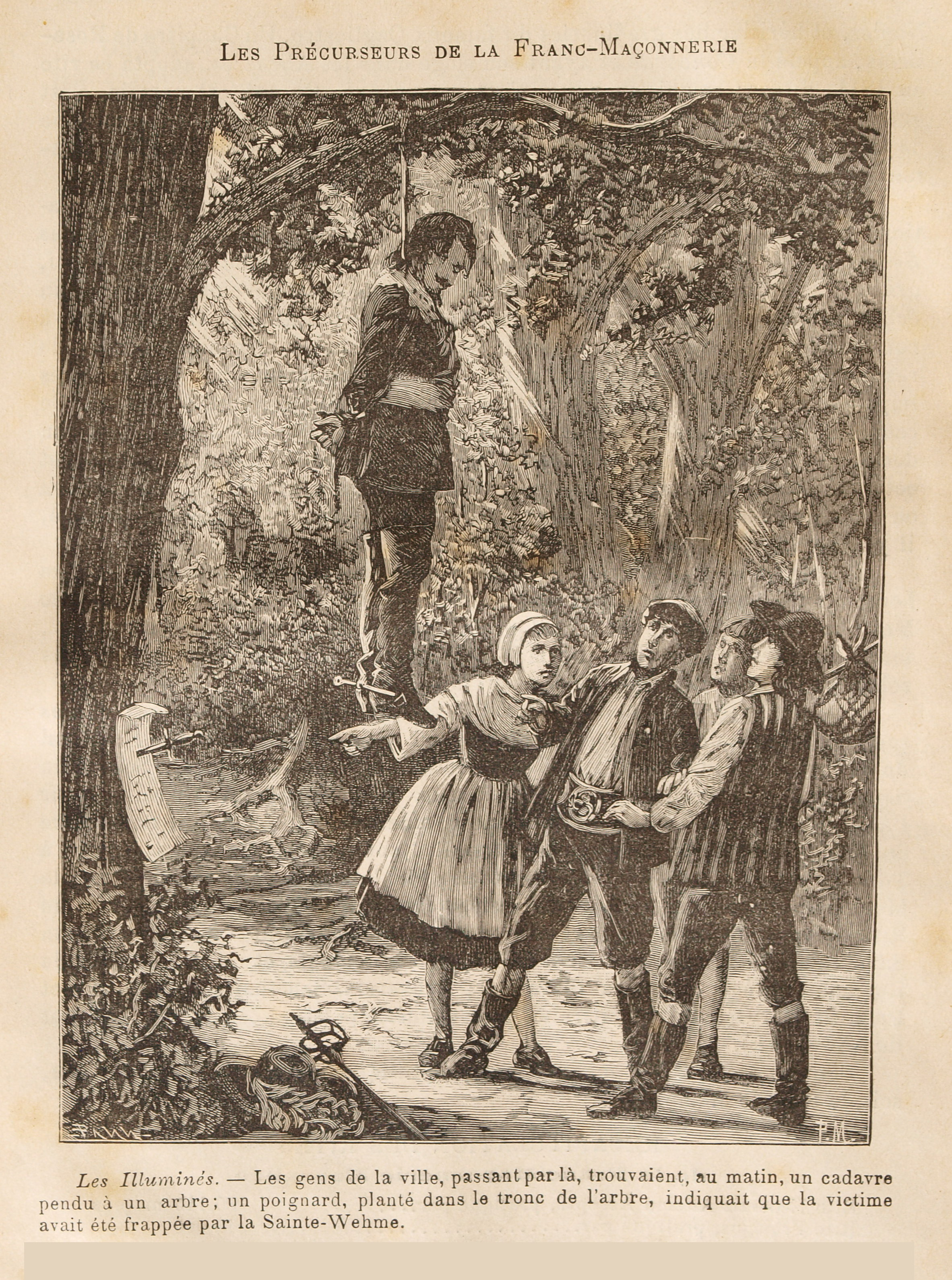
Víctima de la Santa Vehme, dibujo de Pierre Méjanel
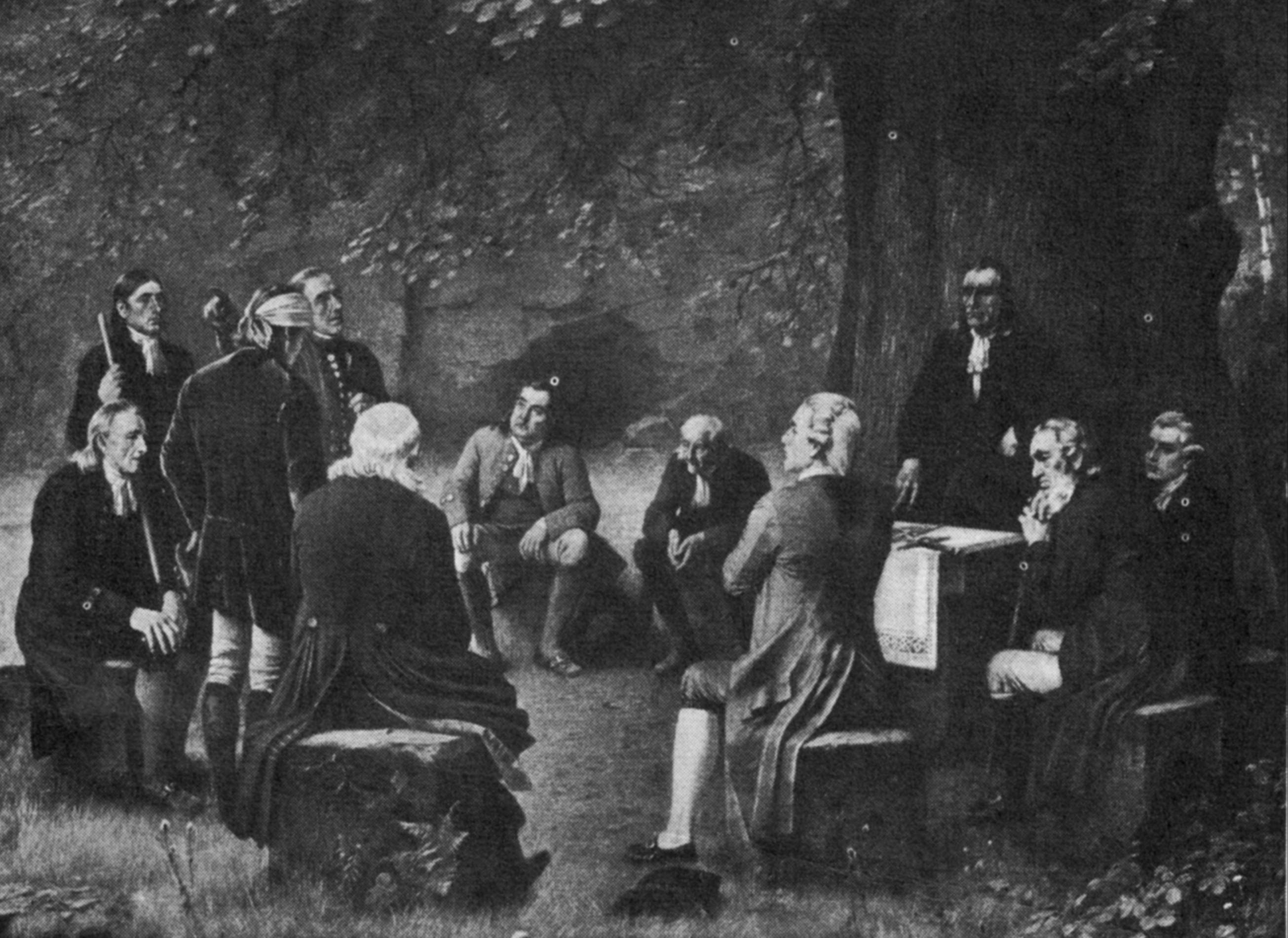
Tribunal de la Santa Vehme, pintura de Friedrich Peter Hiddemann